# العلاقات الأسترالية الساموية
العلاقات الأسترالية الساموية هي العلاقات الثنائية التي تجمع بين أستراليا وساموا.

## مقارنة بين البلدين
هذه مقارنة عامة ومرجعية للدولتين:
| وجه المقارنة                                              | أستراليا                                   | ساموا                        |
| --------------------------------------------------------- | ------------------------------------------ | ---------------------------- |
| المساحة (كم2)                                             | 7.69 مليون                                 | 2.84 ألف                     |
| عدد السكان (نسمة)                                         | 24.51 مليون                                | 196.44 ألف                   |
| الكثافة السكانية (ن./كم²)                                 | 3.19                                       | 69.17                        |
| العاصمة                                                   | كانبرا، ملبورن                             | أبيا                         |
| اللغة الرسمية                                             | لغة إنجليزية                               | لغة إنجليزية، اللغة الساموية |
| العملة                                                    | دولار أسترالي، جنيه إسترليني، جنيه أسترالي | تالا ساموي                   |
| الناتج المحلي الإجمالي (بليون دولار)                      | 1.32 تريليون                               | 856.63 مليون                 |
| الناتج المحلي الإجمالي (تعادل القوة الشرائية) بليون دولار | 1.10 تريليون                               | 1.15 مليار                   |
| الناتج المحلي الإجمالي الاسمي للفرد دولار أمريكي          | 56.31 ألف                                  | 3.94 ألف                     |
| الناتج المحلي الإجمالي للفرد دولار أمريكي                 | 45.92 ألف                                  | 5.79 ألف                     |
| مؤشر التنمية البشرية                                      | 0.939                                      | 0.702                        |
| رمز المكالمات الدولي                                      | +61                                        | +685                         |
| رمز الإنترنت                                              | .au                                        | .ws                          |
| المنطقة الزمنية                                           |                                            | ت ع م+13:00                  |

## منظمات دولية مشتركة
يشترك البلدان في عضوية مجموعة من المنظمات الدولية، منها:
| علم المنظمة | اسم المنظمة                               | تاريخ انضمام أستراليا | تاريخ انضمام ساموا |
| ----------- | ----------------------------------------- | --------------------- | ------------------ |
|             | يونسكو                                    | 4 نوفمبر 1946         | 3 أبريل 1981       |
|             | مؤسسة التمويل الدولية                     | 20 يوليو 1956         | 28 يونيو 1974      |
|             | المركز الدولي لتسوية المنازعات الاستشارية | 1 يونيو 1991          | 25 مايو 1978       |
|             | بنك التنمية الآسيوي                       | 1966                  | 1966               |
|             | منظمة حظر الأسلحة الكيميائية              | ?                     | ?                  |
|             | مؤسسة التنمية الدولية                     | 24 سبتمبر 1960        | 28 يونيو 1974      |
|             | منظمة التجارة العالمية                    | ?                     | ?                  |
|             | وكالة ضمان الاستثمار متعدد الأطراف        | 10 فبراير 1999        | 27 سبتمبر 2002     |
|             | الاتحاد البريدي العالمي                   | ?                     | ?                  |
|             | الاتحاد الدولي للاتصالات                  | 27 مايو 1878          | 7 أكتوبر 1988      |
|             | منظمة الشرطة الجنائية الدولية             | ?                     | ?                  |
|             | الأمم المتحدة                             | 1 نوفمبر 1945         | 15 ديسمبر 1976     |
|             | البنك الدولي للإنشاء والتعمير             | 5 أغسطس 1947          | 28 يونيو 1974      |
|             | دول الكومنولث                             | ?                     | ?                  |

## أعلام
هذه قائمة لبعض الشخصيات التي تربطها علاقات بالبلدين:
- أليكس ليبي (ملاكم أسترالي، 16 أكتوبر 1979 – )
- إيملي وليامز (موسيقية أسترالية، 8 أكتوبر 1984 – )
- تايرون ماي (21 يونيو 1996 – )
- تشيس ستانلي (لاعب دوري رغبي نيوزيلندي، 31 مايو 1989 – )
- تيسون بيدرو (17 سبتمبر 1991 – )
- تيم كاهيل (لاعب كرة قدم أسترالي، 6 ديسمبر 1979[27] – )
- جاي أوبتايا (ملاكم أسترالي، 30 يونيو 1995 – )
- جاي إنغام (لاعب كرة قدم أسترالي، 14 أغسطس 1993[28] – )
- جوني هال (لاعب كرة قدم ساموي، 16 فبراير 1991 – )
- ديستاني أيافا (لاعبة كرة مضرب أسترالية، 10 مايو 2000 – )
- ديلان ووكر (لاعب دوري رغبي أسترالي، 27 سبتمبر 1994 – )
- دين إنغهام (لاعب كرة قدم نيوزيلندي، 8 يونيو 1999 – )
- فيلي ماسون (15 أبريل 1980 – )
- كريس كاهيل (لاعب كرة قدم، 25 ديسمبر 1984[29] – )
- نايا جاكس (29 مايو 1984 – )

## وصلات خارجية
- موقع وزارة الخارجية الأسترالية